# Kowiesy (Łódź)
Pour les articles homonymes, voir Kowiesy.
Kowiesy est une localité polonaise, siège de la gmina de Kowiesy, située dans le powiat de Skierniewice en voïvodie de Łódź.